# مسجد ليفربول
مسجد ليفربول في لندن، (بالإنجليزية: Liverpool Mosque)‏، شيده هنري ويليام كويليام البريطاني الأصل بعد اعتناقه الإسلام وإطلاقه اسم عبد الله كويليام على نفسه.

## الافتتاح
افتتح المسجد أبوابه عام 1891.